# Santa Cecília do Pavão
Santa Cecília do Pavão é um município brasileiro do estado do Paraná. Sua população foi estimada em 3 334 habitantes, conforme dados do IBGE de 2019.

## História
Em 1945, Lupércio do Amaral Soares construiu o primeiro barracão do local, que se tornaria o povoado de Pavão. Os primeiros habitantes da cidade foram pessoas de outras regiões que trabalharam nas primeiras plantações de café e algodão.
O nome da cidade é em homenagem a Santa Cecília.
Fundado em 22 de novembro de 1948, o distrito de Santa Cecília do Pavão pertencente ao município de São Jerônimo da Serra e foi elevado a categoria  de município, pela  Lei Estadual nº 4245, de 25 de Julho de 1960. Sua instalação oficial em 22 de novembro de 1961.

## Geografia
- Coordenadas: 23º 31’ latitude Sul, 50º 42’longitude W-GR.
- Distância da Capital: 362 km.
- Solo: Latossolo roxo e Brunizem avermelhada.
- Relevo : 70% Suave Ondulada, 30% Ondulado Montanhoso.
- Clima: Subtropical, úmido mesotérmico, com verões quentes geadas pouco frequentes, com tendência de concentração das chuvas nos meses de verão, sem estação seca definida. A média das temperaturas dos meses mais quentes é superior a 22 °C e a dos mais frios é inferior a 18 °C.

## Economia
- Atividades econômicas: Agricultura, pecuária, horticultura, fruticultura, sendo a agricultura a sua fonte principal.
- Principais produtos agrícolas: soja, trigo, milho, feijão. O Algodão que durante as décadas de 80 e 90 foi uma das principais culturas, hoje não existe mais.

## Demografia
- IDH:2.784° (entre 5.506 municípios brasileiros)
- IDH:294° (entre 399 municípios paranaenses)
- Comarca: São Jerônimo da Serra.